# آدریانا سرا
آدریانا سرا (ایتالیایی: Adriana Serra; ۲۷ نوامبر ۱۹۲۳ – ۱۳ نوامبر ۱۹۹۵) یک هنرپیشه اهل ایتالیا بود. او در سال ۱۹۴۱ دوشیزه شایسته ایتالیا شد.

## فیلم‌شناسی
- معجزه در ویجو (۱۹۵۲)
- برنده شدیم! (۱۹۵۱)
- دو گروهبان (۱۹۵۱)
- حمل ونقل (۱۹۵۰)
- توتو تارزان (۱۹۵۰)
- کمربند عفت (۱۹۵۰)
- آتش‌نشان ویجو (۱۹۴۹)
- یک توپ و یازده مرد (۱۹۴۸)
- مدل خیابان مارگوتا (۱۹۴۶)
- کشور بدون صلح (۱۹۴۶)
- کازیمیروی بی گناه (۱۹۴۵)
- همیشه دوست دارم (۱۹۴۳)
- تکون نمی‌خورم (۱۹۴۳)